# 25216 Enricobernardi
25216 Enricobernardi (1998 TU1) là một tiểu hành tinh vành đai chính được phát hiện ngày 10 tháng 10 năm 1998 bởi F. Castellani và I. Dal Prete ở Pleiade Observatory.